# 男人自行之路

BBC電視劇《雷吉·耶茨：極端英國》（Reggie Yates' Extreme UK）的〈戰爭中的男人們〉（Men at War）一集中顯示的 MGTOW 標誌

男人自行之路，简称米格道（/ˈmɪɡtaʊ/），是一场以网站、论坛和社交媒体等虚拟社区为平台、以匿名男性用户为主体、倡导男性解放和自我所有权为口号的男性主义运动，致力于告诫男人杜绝与女人发生严肃认真的恋爱关系，特别是婚姻关系。米格道的单数形式为米格豪（MGHOW），即“Man Going His Own Way”，指信奉米格道哲学并赋予实践的个体男性。其中比较激进性禁欲的成员则被称为“米格道僧侣”（MGTOW monk）或“自愿独身者”（voluntary celibate，简称Volcel），类似于食草男或佛系男的概念。
米格道是一个更大的虚拟网络文化社区“男性圈”（Manosphere）當中的組成部分，与男权运动（MRA）有相当的差异：男权运动分子倾向于用“好说好商量”式的公开对话和辩论来获得关注，并试图争取更多权力改变现有体制；米格道则倾向于使用坚壁清野般防守反击和被动攻击的方式反抗体制，主张断绝提供一切能被女性投机利用的自身资源，拒绝对女性负责（杯葛婚姻、拒绝供养和保护女性）、不生养子女，采用极简主义生活抵制消费主义，甚至主张用“遁形”（ghosting，指故意防止被他人重视）的方式避免与女性往來以防被有机可乘。
同时做为红药丸（Red Pill）思潮的领军派，米格道与其他的男性网络社区分支（比如MRA和各种自称“红药丸”的PUA团体）也有显著不同。米格道认为男人的真正价值只能源于自我认证（self-validation），生活意义只有自己有权决定，只有做到自我实现为自身喜好奋斗才能获得幸福和生活意义，应尽力追求获得“逃逸速度”并摆脱女本位社会的剥削。米格道认为MRA人士追求合法改变现状虽然精神可嘉，但无异于与虎谋皮，最终只能无济于事；同时米格道也鄙视任何指望靠取悦异性来换取自身价值被认证的行为（比如PUA和Incel），特别仇视那些主动献殷勤维护女性的“白衣侠士”（white knighting）行为，认为这些“蓝丸舔狗”（blue pill simp）将女性“供上神坛”的行径才是推动两性关系恶化的罪魁祸首。

## 歷史
雖然尚不清楚米格道意識形態的起源，但據信它是在2000年代初出現的。一個名為No Ma'am的部落格是最早致力於米格道意識形態的網站之一，於2001年發布了「米格道宣言」。米格道的早期成員主要為自由意志主義者。社區的早期成員和當代成員之間存在分歧，一些早期成員表達了對當今米格道社區的嘲笑。
自2015年，米格道社群，與其同夥的男性空間團體勾引社群，開始與另類右派合併。這兩個團體在成員和意識形態上都有重疊；兩者都認為女權主義已經摧毀了西方社會。米格道社群和其他男性空間社群也與世界各地的各種白人至上主義、威權主義和民粹主義運動重疊。極右派評論員及辯論家米羅·雅諾波魯斯在2014年布萊巴特新聞網的一篇關於〈性愛出走〉（the Sexodus）的文章中幫助推廣米格道，他在文章中描述了由於女權主義而迴避女性、愛情、性和婚姻的男性。
米格道社群於網路線上聚集，包括subreddit r/MGTOW和較小的附屬subreddits，以及獨立的米格道論壇網站。r/MGTOW成立於2011年，MGTOW論壇於2014年出現。繼 Reddit於2017年禁止大型非自願獨身subreddit 之後，r/MGTOW曾短暫成為最大和最活躍的男性空間subreddit，不久之後就跌至第二大熱門 。Reddit於2020年1月隔離了r/MGTOW subreddit，該平台適用於被確定為「對普通redditor極具攻擊性或令人感到不安」的subreddit的限制，這會阻止它們出現在流行的Reddit提要中，將它們排除在搜索和推薦之外，除此之外要求訪問者在進入之前同意查看可能令人反感的內容。

## 理念
米格道使用“女本位主义”（gynocentrism）一词描述人类社会以牺牲男性利益为代价来偏袒女性的实质状况，认为出于两性异形的生物性，女性作为生育者（procreator）对群体人口的增减起到了垄断性作用（有生殖力的适龄女性数目直接限制了族群的绝对繁殖力），因此几乎所有人类族群都会出于繁殖本能和对人口稳定性的考量而将女性福利的重要性置于男性之上，即女性享有天生的“子宫红利”；男性则因为拥有体能和技能优势，被要求扮演保护者（protector）和供养者（provider）的工具人角色，承担更多的社会职责和高风险，虽然是生产力、纳税和奉养核心家庭的主力但却被视为是可以随时被遗弃掉的耗材，族群面临危机（比如战争和灾难）时也会优先牺牲男性安危去保全女性。
这种“雄性可弃置性”（male disposability）使得男性受到女本位社会方方面面的系统性剥削、打压和排挤，包括在两性性别角色上的双重标准、工作报酬与付出不对等（男性工作时间、工作量、压力强度和环境危险性都通常高于女性，两性同酬實際上恰恰是违背了同工同酬，对男性不公）、执法和司法机构针对男性的有罪推定（比如投诉亲密暴力时的杜鲁斯模式）以及在处理同等犯罪时倾向于针对男性重判而对女性轻判、家庭法院在财产分配（见离婚赡养费）和子女抚养权方面所对夫方的歧视性对待、被戴绿帽和遭遇家暴时缺乏舆论关注甚至被嘲讽、男性受到强奸诬告时得不到公正对待甚至应享有正当法律程序的权力都不被承认（见＃MeToo）、以及許多强奸诬告者及女性家暴者在被曝光后丝毫无需担心承担相应法律和舆论后果的现象。即使是男性全面掌控社会地位和权力的时候，仍然会运行女本位主义，牺牲中下层男子的利益来保全女性。

### 两性择偶策略
根据米格道的说法，任何有性繁殖的动物都可能表现出女本位主义倾向，但如何展现则取决于两个必要条件：
- 雄性竞争（male competition）：因为除了海马等少数动物以外的绝大多数雄性动物在生理上只负责制造精子提供基因多样性，并不承担妊娠胎儿的生理成本，所以雄性在族群中的价值也几乎完全取决于其做为收集和维护生存资源的“供养者”（provider）和“保护者”（protector）的能力高低。为了保证交配成功率，雄性之间会发生激烈的攀比竞争，用获取更多资源做为展现自身“资源工具”价值更高以求得异性认证的砝码。这种优胜劣汰的雄性竞争在动物行为学上的展现就是雄性较高的支配本性（dominance instinct）、领地意识（territoriality）和更可能赋予行动的冒险冲动（risk-taking），面对与自己价值相近的雄性时也会产生很强的敌对欲望。这种争强好胜的天性也造成自然界绝大多数雄性很容易发生内斗并难逃“拼命且短命”（live fast, die young）的命运，从另一层面契合了女本位主义的雄性可弃置性。在择偶方面，雄性也通常偏向r选择，喜欢来者不拒、多多益善，而且并不特别在乎对方（雌性）是否能长期繁衍自己的后代。

- 雌性选择（female choice）：因为大部分雌性动物都负责妊娠的主要生理成本，并且是族群生育率的直接限制因素，所以除非丧失生育能力，其在族群中做为“繁衍者”（procreator）的身份价值是与生俱来而且很难撼动的。这也就决定了雌性不像雄性那样需要用自身参与生死竞争获得资源来证明基因价值，而是需要去选择高价值的雄性为自己繁衍后代提供优质基因和资源供养——即高嫁意识（hypergamy instinct）。这种慕强的天性使得雌性偏向K选择，交配时只会接受雄性竞争中的少数胜者（因为竞争通常取决于体能高低，在一定程度上与基因质量和资源供养能力优势挂钩），并且在遇到比之前雄性更强的新雄性时并不会犹豫辞旧迎新——即“攀高枝”（monkey-branching）。而雌性选择完全遵从“布里夫法则”（Briffault's law）：

The female, not the male, determines all the conditions of the animal family. Where the female can derive no benefit from association with the male, no such association takes place.
雌性，而非雄性，决定了一个动物家庭的所有状况。当雌性不能从与一个雄性的结合中获取好处时，这样的结合就不会发生。
而女本位展现形式则取决于两性异形的情况，如果板面指标偏袒雄性（雄性占据实力优势），这个物种将表现雄性竞争多于雌性选择，因为雄性要想得到雌性只需要在竞争中打败其他雄性就能获得主导权，不需要考虑先得到雌性许可；而如果偏袒雌性（雌性占据实力优势），则表现雌性选择多于雄性竞争，因为这时候雄性主动去与其他雄性发生激烈的“武斗”竞争反而不会改善结果，反而会留给他人渔翁得利的机会，所以关注点也相应变为积极“文斗”去讨好雌性求得认证；如果两性异形偏袒差别不大，则雄性竞争和雌性选择兼而有之。
米格道认为人做为一种灵长类动物，女性天生就被族群的女本位属性赋予了内在价值，而男性的价值只有奉献自己后才有可能被承认，所谓“女生而为人；男生而为任”（women are human beings; men are human doings）。虽然男性在各种物理属性上普遍强于女性，但在族群的社会性面前，个体男性的相对优势做不到全面压倒女性的程度，因此人类的女本位主义属于雄性竞争和雌性选择兼而有之。如果雄性竞争减少（男性数量稀缺）或者雌性的选择权被人为压制（比如极度重男轻女的父权社会），女本位主义的展现就会趋于蛰伏状态，女性的言行也会更“传统”、更“贤妻良母”；反之，如果雄性的竞争骤增（男多女少），或者雌性被赋予更多的决定权（女权盛行），女本位主义就会毫无遮掩的全面暴走（比如第三波女权主义之后的后现代社会），女性的言行也会更愈发自恋任性、爱富嫌贫。

### 女本位周期循环
米格道理论强调，女本位主义是自然生物性产生的，本身并不是问题，问题在于社会制度如何保证两性在责任与权势之间的平衡。温和父权（soft patriarchy）即今人熟悉的所谓“传统主义”，实际上属于责任和权力比较平衡的女本位主义。传统主义的婚恋伦理强迫男性放弃自由天性的r选择策略，保持紳士風度及承担较多长期养护女性的义务，但同时可以享受比女性更高的社会地位做为回报；而女性则在K选择的主要利益被维护的基础上，以放弃次要权力（比如话语权不占优势、必须守貞、被要求服从丈夫和父亲）作为换取強制男性保持紳士風度、獲得长期稳定供养和不必承担社会责任风险的报酬。这种相互让利的安排既维持了社会稳定（避免男性为了争夺女性而互相残杀，并使得占据人口多数的大量中等男性——所谓的“beta male”——能更有机会成功繁衍后代，戴綠帽及丧失配偶的风险减少，因而更愿意尊重女性、做贡献去维持社会的稳定及永续性，女性對男性家人較高的服從性也讓丈夫及兒子有更好的條件來調解婆媳衝突），又附和两性的天性（大多数女性出于高嫁的心理本能不愿为比她地位低的男性生儿育女，而男性通常都有一些本能性的领地意识和控制欲），因此赋予男性更多资源和地位才能做到真正意义上责权相配的正义平权。
而在社会发展到一定程度，因为生活环境稳定、社会资源富足，族群的忧患意识和对权责平衡的重视度慢慢丧失，开始迷信“结局平等”的政治正确。这使得实质上是极端女本位主义的女权主义有机会逐渐兴起，利用男性对女性话术的包容和让步，获得关注并一步步提升女性话语权和社会地位，蚕食并剥夺以往男人通过承担责任才能挣来的权威，借此获得了并不与责任对等的权力，最终建立起女权至上的女尊母权（matriarchy）体系。但女性获得凌驾于男性之上的权力和地位后，往往又拒绝承担相应的义务（比如拥有家庭权威后不愿扮演贤妻良母，反观多数男性在拥有权威时仍愿意承担贤夫慈父养家糊口的传统义务），只会得陇望蜀的继续追求自身权益最大化。如此“牝鸡司晨”的母权倾向将会打破人类历史进化形成的可持续的性别传统，造成核心家庭结构崩解，并因为传统价值观的崩溃引发一系列的社会危机（例如罗马帝国晚期的乱象）。
而社会制度因为这些危机叠加而最终瓦解后，无法继续维护任何道德底线，社会达尔文主义式的极端父权（hard patriarchy）会在混乱期丛林法则般的残酷竞争中兴起，体能和暴力方面占优势的男性之间会为了争夺有限资源互相激烈竞争，暴力冲突和屠殺經常發生，人命如草芥；而女性则会因为生理劣势和缺乏尚武文化而被动沦落为像牲畜一样被争夺的性资源，只被少数最强势的男性所垄断（最好例子就是古代的游牧民族、现代的伊斯兰国等极端政权以及非洲的强人军阀部落）。人类社会在经历了混乱期绞肉机式的血腥冲突后，会造成严重的男性稀缺，使得这种内耗最终无法持续，而极端父权时期出现的少许赢家则會為了维持来之不易的权利和地位，重新制定规则将社会体制慢慢再次转向更能长治久安的温和父权，成为生活史理论式周而复始的历史循环。
米格道认为，整个历史循环过程中虽然社会形态的表象发生了重大变化，但其女本位主义“兴，男人苦；亡，男人苦”的底层逻辑并未发生本质上的改变，只是一个系统的周期状态不同，因此将这个循环称作“女本位循环”（gynocentrism cycle）。
女本位循环的精密化逻辑推导大致如下：
男性出力建构模式（温和父权） → 社会发展，人口和经济增长 → 物质生活繁荣稳定，忧患丧失 → 女权意识兴起并染指社会各个方面 → 女权掌控政治正确的话语权并渗透各种机构，女性权利虚高 → 高嫁與濫交的性选择意识进一步启动，婚姻成本和离婚率飞涨 → 父权建构模式核心被扰乱，女权至上的权威性（女尊母权）确立 → 利女的“老实人”反遭歧视和污名化，男性循规蹈矩得不偿失，成為愚蠢行為（劣币驱逐良币）→ 传统伦理瓦解，单亲率飞涨，生育率雪崩 → 各种深层社会危机，社会体制逐步崩溃 → SHTF（“Shit hits the fan”，指天下大乱） → 社会达尔文主义的丛林法则时期（极端父权） → 男性人口和生产力锐减，混乱期无法维持 → 少数胜利者为长治久安制定新秩序 → 男性出力重新建构模式（新的温和父权） → ……
由于极端父权、温和父权和女尊母权这三种社会时期之间的转换速度较慢且带有滞后性，通常需要经过几代人的时间才会展示明显征兆，因此许多会在长期造成社会不稳定的女性剥削男性的行为并不会得到及时惩戒，使得危机的前兆没有得到有效的遏止，导致最终养痈为患、症状尽显时事态已经轮回越过临界点无法挽回。米格道认为现今女权主义舆论兴盛、气势嚣张、得陇望蜀的态势丝毫没有止步的迹象，将社会进一步推向崩溃边缘的轮回趋势已不可阻挡。
米格道认为过去一个世纪历代女权主义的兴盛逐步解除了各种对女性的社会制约，让女性心理中有害的成分（比如爱慕虚荣）得以被赋予行动并不需要承担后果，这使得女性许多感情用事的行为出现暴走，从而造成了大量的社会问题。诸如过分自信的高嫁心理会引起婚姻斜坡导致结婚率下降和出轨率上升；关怀式道德造成的无端感情破裂导致离婚率大增（“无错离婚”案例中超过7成是由女方发起）；性解放引起的性道德混乱使得未婚先孕和单身母亲案例暴增；对使用男方资产心安理得的心理引起的极端消费主义使得家庭负债甚至破产的风险增加，这些都造成传统核心家庭的社会伦理结构受到冲击，不但生育率会下降（与保护女性生育维持人口稳定性的本意向左），而且新生儿未来的道德质量也受到负面影响（有数据显示单亲家庭出身的人成年后在辍学率、犯罪率、失业率等各方面处于全面劣势，超过八成的大规模枪击案肇事者都来自没有亲生父亲的家庭），同时也增加了政府负担（女性津贴是社会福利的一个重头项目）。而在此同时，社会对男性的制约不减反增，社会地位不升反降，普通男性被要求单方面承担各种社会负担的同时没有得到任何补偿。加上各种家事法庭不公判决和性侵诬告案例的曝光，米格道认为在这种社会环境下去追求两性关系，从成本效益和风险利益的角度分析已经完全属于赔本生意，也即是所谓“汁少到不值得去挤”（the juice is not worth the squeeze），如果还看不清现实只会沦为随时可能被出卖抛弃的工具人和“接盘侠”。
米格道认为在现今母权社会走入高潮的时期，男性相对女性的权威已经完全丧失，而在现有政治正确的法律体系下恢复男性社会权威几乎毫无希望。因此出于权责平衡的宗旨，男性既然失去权威就必须也要相应的去责任化，摆脱社会强加于己的道德枷锁以谋求性别和个体的解放。任何自尊自爱的男性都需要避免婚姻和其它长期固定的亲密关系，用拒绝替女性担负责任的方式换取自强和自保，來摆脱成为现有体系牺牲品的风险。米格道提倡无需在乎他人的外在认证（external validation，即来自他人看法和评价）——特别是来自异性的女性认证（female validation），而是自己赋予自己内在认证（internal validation，也称自我认证（self-validation）），把定义生命意义的主动权牢牢握在自己手里，只为自身理想而活——也就是“走你自己的路”（go your own way）。
米格道常用的口号是：“当整个游戏都被安排用来收拾你的时候，唯一避免输的方法就是不去玩这个游戏”（When the game is rigged against you, the only way to avoid losing is not playing the game.），强调“不输就是赢”，并鼓励在现实社交中用“遁形”（ghosting，指故意让自己被女性无视）去避免成为女拳的指控目标。米格道还倡导抵制消费主义，用返璞归真的简朴生活积累足够财富和资源、磨炼意志并培养实用技能（比如野外生存、狩猎、防身术、使用武器和维修机械等），以便能在社会一旦转变成极端父权的时候有幸存的机会。

### 红色药丸
所谓“红色药丸”（red pill）或“红丸”是现今男性圈社区的一个重要概念，来源于1999年的电影中的经典桥段。电影中，反叛者头领莫菲斯给主角尼奥展现了两个不同颜色胶囊的药丸选项：服下蓝色药丸就可以回归沉眠继续被机器奴役，虽然肉体被抽食但可安享矩阵中虚拟的梦境世界；服下红色药丸则可以觉醒认清真相并摆脱奴役，但是需要面对现实世界的艰苦生活和残酷现状。男性圈普遍认为女本位主义的耗男利女才是人类社会的残酷真相，将还拒绝承认女本位剥削论的人称为“蓝丸人”（blue piller），将那些接受社会女尊男贱的实际本质并意识到需要解放男性的人称为“红丸人”（red piller），而那些接受女本位剥削论但是对现有体系仍侥幸抱有幻想并愿讨好女性的“半信徒”（比如PUA之类和部分接受剥削论但仍想“赌运一搏”的传统主义者）则被称为“紫丸人”（purple piller）。2016年有关现代男权运动的纪实片《红色药丸》的名字也是来自于此。
自称是“红药丸”认同的团体中也有不同流派，许多对外自称“红丸”的社团虽然主张不婚主义但不反对约会和约炮，甚至提倡利用研究女性择偶的下意识心理来取巧提高约炮的成功率（即所谓的“泡学”）。米格道作为“红丸”团体之一非常强调男性个体的解放和自我所有权，对勾引社群非常排斥，认为约炮文化本质上是把个人价值高低挂钩在由女性认证的吸引程度上，是放弃自我认证寻求异性操控的表现，本质上是喊着红丸的口号做蓝丸的事。更何况在现有法律情况下被诬告性侵犯的风险太大，而且一旦造成女方意外怀孕就会被迫接盘失去自由，并且会成为现今已严重偏向女方的家庭法的潜在打压目标。

## 与其他男性群体的关系
男性圈（manosphere）是一个主要以自媒体网站、博客、播客和网络论坛为交流平台的亚文化虚拟社群，除了以男性问题做为共同话题外，成分非常复杂多元，可以跨越种族、国籍、文化、宗教、阶级、政治意识形态等世俗标签，所讨论的也涵盖男性气质、哲学、体育爱好、个人发展、求偶建议、婚姻和离婚中的父亲权益问题、反女权主义、厌女思维等等一大堆涉及任何政治光谱和价值观的话题。除了米格道之外，男权运动者（MRA）/父亲权益运动者（FRM）、搭讪艺术家（PUA）、非自愿独身者（Incel）、男性传统主义者（即所谓的Tradcon）等等都是这个文化圈的组成部分，但男性女权主义者通常被排除在外。
根据纪录片《紅色藥丸》的作者卡茜·傑伊（Cassie Jaye）的观察，各男性群体之间参与对男权和男性主义话题讨论最有代表性的群体是男权运动者、“红丸”PUA和米格道，三者之间比较明显的区别是：
While MRAs want to change the system, Reddit's "The Red Pill" want to take advantage of the system, and MGTOW want to leave the system.

男权运动者想要改变体制；Reddit的“红药丸”团体想利用体制占便宜*；米格道想要脱离体制。
* Reddit的“红药丸”分论坛充斥着各类打着红丸理论旗帜的泡学家和“情感教练”

### 男权运动
虽然许多人把米格道看做男权运动的一个分支，大部分人都看出米格道颇具“离经叛道”的分离主义思想，与积极参与政治讨论意图驱动现有社会体制改变的男权运动者（men's rights activitist，简称MRA）截然不同。根据多娜·扎克伯格（Donna Zuckerberg，马克·扎克伯格的妹妹）观察，早期的米格道团体主要是反对大政府的自由意志主义者，这导致了与希望游说政府政策变化的传统MRA产生割裂，特别是在子女抚养权和离婚法的议题上。
一些米格道认为MRA本质上是不愿承认女本位主义存在的“蓝丸人”，只妄想能通过交涉恢复传统主义的部分状态，因此对社会政策抱有能够“讨到一片馅饼”的不切实际的乐观幻想。而社会的实质是，女权一旦兴起绝不可能主动放权让利，因此走传统渠道去“辩经”以求维权相当于与虎谋皮，再热心投入也于事无补，最终只有失败受辱的下场。而事实也证明了，每次男权运动者试图展开呼吁和讨论，都会被激进女拳用各种方式阻拦发声，包括私拉火警扰乱会场、在媒体上扣帽子进行人格暗杀（其中SPLC是个典型）、甚至当面挑衅辱骂。

### 勾引社群
米格道对各类打着“红药丸”旗号的“搭讪艺术家”（pickup artist，简称PUA）和“情感教练”群体有着天然的蔑视和敌视，原因是这些勾引社群研究的“绝招”和“技巧”都是如何短期骗得女人愿意与之约会并上床的旁门左道，本质上追求的是女性认证而非自我认证。米格道自认是红丸学说的清流，认为PUA群体虽然口头上自称“红丸”也在一定程度上承认女本位剥削论，但是行为上却与Incel等尽全力讨女性接受的“蓝丸人”无根本差别，只配称作“紫丸”。同时米格道认为PUA群体的基本盘大多都是急于摆脱Incel状态的“蓝丸”男性，因此他们恰好助长了女本位社会利用男女间交往剥削各方的运作，是“问题的一部分”。
相应的，PUA群体也反向嘲讽米格道选择忽视异性是没有女人缘，是“处男自行之路”（Virgins Going Their Own Way） 。在MeToo运动兴起后，因为欧美爆发大量女性约会后针对男性的性骚扰指控，被指控者往往未经正当法律程序就遭到媒体审判导致社会性死亡，因此米格道经常公开嘲笑PUA在第四波女权运动后的下场就是死路一条。

### 非自愿独身
米格道对“非自愿独身”（involuntary celibate，简称Incel）团体的态度与对PUA相同，只不过干脆就把他们定义为“全蓝”的舔狗。米格道认为Incel的问题和PUA一样，都是把个人价值完全绑定在和女性交往成功与否之上（区别只是PUA因为部分涉足红丸理论和演化心理学，对女性的择偶偏好有所研究，可能保持些成功率；Incel则是不知己也不知彼，懵懵然导致屡战屡败），其处境属于始终无法自主掌控自身命运而产生无助的性强迫症焦虑，是典型的“蓝丸者悲哀”（blue pill sorrow），以至于其中一部分发生宿命化变成了自暴自弃的“黑丸人”（black piller），或者干脆思维极端化变成实施仇恨犯罪的土生暴恐分子。
米格道同时也对一些舆论将自己与Incel划等号看做是恶意混淆概念以图污蔑的污名策略，因为米格道主张的是自愿独身，和非自愿独身者从出发点就完全是相反的。

### 传统主义者
米格道对男性传统主义者（traditionalist）的看法是，他们和Incel一样都属于不惜牺牲男性权益和尊严去供给并取悦女性的“蓝丸人”，是男性解放的最大障碍。米格道认为传统主义者虽然不停强调男性气质和家庭价值的重要性，但只知道单方面用羞辱战术（shaming tactic）的心理操纵进行双重标准的道德绑架要求男性都必须“做个男人”（man up）去担责奉献，却丝毫不关心去保障公正让男性的付出能从女性那里得到互补回报，本质上是女本位主义中推行“雄性弃置”的走狗帮凶，和《黑客帝国》中可能瞬间变成特工的NPC一样会随时和女权分子狼狈为奸。况且传统的婚恋体系早就因女权兴起而趋于崩溃，传统主义者顽固的迷信“女人不全都是那样”（not all women are like that，简称NAWALT），坚持想用“供女人上神坛”（put women on a pedestal）和“养她为妻”（wife her up）的方式意图挽救核心家庭，属于犯有重度“繁殖癌”（baby fever）和“真命天女症”（oneitis），只会让自己更易于“被离婚爆菊”（divorce-raped），下场不会比男权运动者的窘境好多少，甚至会更加尴尬悲惨。
因为大多数遭受伴侣施暴和家庭法不公正对待的男性受害者都曾是坚持传统主义价值观的顾家老实人，所以米格道认为传统主义者死抱着已经不合时宜的老旧传统婚恋价值拒绝与时俱进，被自己的配偶抛弃甚至诬告只是时间问题，说不定被出轨背叛或在利用价值榨干后被“扔到公车底下”时还在自我陶醉。因此在米格道群体中经常用“传统龟男”（tradcuck）、“蓝丸舔狗”（blue pill simp）、“娘炮”（mangina）等侮辱性名词用来称呼传统主义者，并且用“白衣侠士”（white knight）或“护逼使者”（Captain Save-A-Hoe）等较为讽刺性的称呼去形容只知道主动跳出来无条件维护女性的男人。

## 男性圈外各方反应
美国著名的团体南方贫困法律中心（SPLC）将米格道团体定义成白人至上主义的一支（原因是其中有许多人士是具有另类右派思想的白人男性），并且从2018年开始就加入其对仇恨团体追踪的名单上。
一些女性研究学者指控米格道团体在对女性进行网络骚扰。2020年1月一群电脑科学家发布了一篇名为“男性圈在网络上的进化”（The Evolution of the Manosphere Across the Web）的预印本，其中声称Reddit的“r/MGTOW”分论坛和MGTOW Forum是“规模增长并且参与网络骚扰和现实世界暴力”的网络社区中的一员。这片文章在2020年被《麻省理工科技评论》吹嘘成“目前最全面的助长非自愿独身线上运动的仇女团体描绘图”；2021年《明镜周刊》称其是“目前最全面的网上男性圈的分析试图”。在这片文章发布后不就，Reddit开始对r/MGTOW进行审查管制并且切断了广告收入，并且在2021年8月以违反规则为由彻底封禁了这个分论坛。
《信息、通信与社会》在2020年发表的一篇文章称“米格道在推特上广泛并多样的散布消极或间接的骚扰和厌女思想”。以针对Incel为主要工作的男性至上主义研究所（Institute for Research on Male Supremacism）则伙同位于荷兰的国际反恐中心（International Centre for Counter-Terrorism）一起声称米格道成员“公开蔑视女性，并且通过网络骚扰将其正常化”。
加拿大著名的右派保守主义学者乔丹·彼得森曾在2017年3月30日的一个主要面向女性学生的授课视频中称米格道男性回避风险不去进行两性交往是“可怜的鼠辈”（pathetic weasels），但很快遭到大量YouTube和博客自媒体的驳斥和嘲讽，并被冠以“龙虾老爹”（Lobster Daddy，原因是彼得森在授课时曾形容人类的习惯认知和龙虾相似）的戏称。彼得森本人也随后在5月6日的一个访谈上主动向米格道团体公开道歉，因为“他们规模有多大我不知道，但是够大了”而且“他们也有一定道理，我确实认为法院系统是惊人的、离谱的、残酷的反男性”，声称自己说话习惯带有“干苦讽刺性的黑暗幽默”并非有意冒犯男性群体。
面对各种外界批判，米格道团体常用的表态是反向嘲讽并引用广泛传言源自圣雄甘地的名言：“一开始她（他）们无视你；然后她（他）们嘲笑你；然后她（他）们攻击你；然后你赢了。”（First they ignore you, then they laugh at you, then they fight you, then you win.），认为对方的各种攻击恰恰证明己方的策略有效，而通常主张的反击模式是“不屑一屌”（英語：zero fucks given，简称ZFG）。

## 延伸阅读
- Lamoureux, Mack. . Vice. September 24, 2015  [2021-06-09]. （原始内容存档于2017-12-27）.